# Jens Rathke
Jens Rathke, född 14 november 1769 i Kristiania, död där 28 februari 1855, var en norsk naturforskare.
Rathke blev teologie kandidat 1792, men övergick till naturvetenskaperna och fick stipendier för resor i Norges fiskeridistrikt 1795–96, Madeira och Portugal 1798–1800 och Nordnorge med återresa över Ryssland 1802–04. Hans Afhandling om de norske fiskerier og beretninger om reiser i aarene 1795–1802 for at studere fiskeriforhold m.m. utkom i Bergen 1907. Efter återkomsten från dessa resor avslutade han de stora verken "Icones rerum naturalium" (av Peter Ascanius, häfte 5, 1805) och "Zoologica danica" (av Otto Friedrich Müller, IV, 1806).
Rathkes berättelse från en ny resa till Nordland gav anledning till den genom förordning av 20 oktober 1813 genomförda handelsfriheten för denna landsdel och därmed upphävandet av Bergens handelsmonopol. Rathkes resor i Nordnorge ledde till insikten om en nordlig handelsplats och han blev därmed initiativtagare till skapandet av Bodö. Åren 1813–45 var han professor i naturhistoria vid Kristiania universitet, till vilket han testamenterade 60 000 kronor, till ett legat för naturvetenskapliga resor och undersökningar i Norge. Han invaldes som ledamot av Vetenskapsakademien i Stockholm 1822. Rathkes gate i Oslo är uppkallad efter honom.